# Das Spukschloß im Spessart

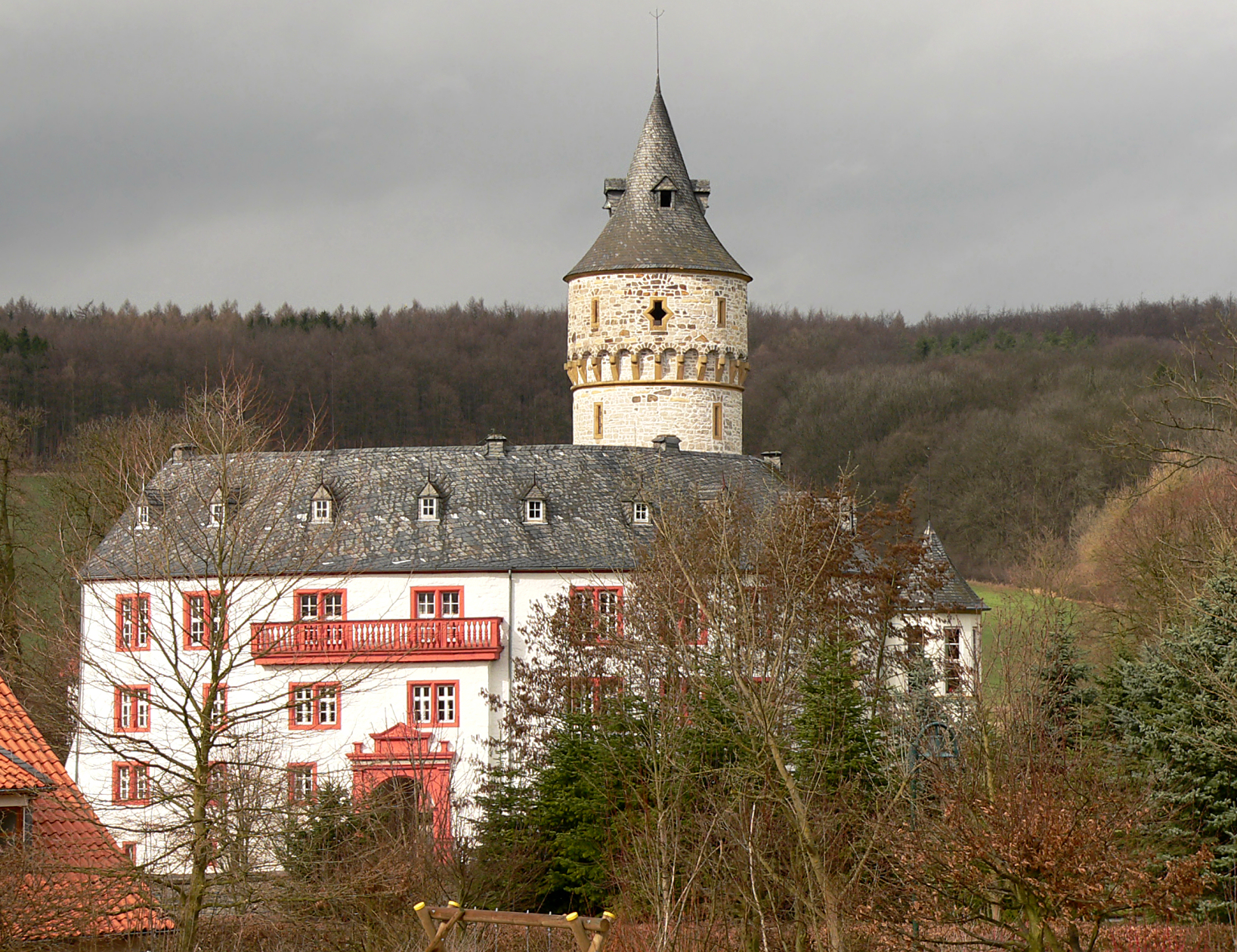
Schloss Oelber in Niedersachsen diente als Schlosskulisse für die Außenaufnahmen

Das Spukschloß im Spessart ist eine deutsche Filmkomödie des Regisseurs Kurt Hoffmann aus dem Jahr 1960. Liselotte Pulver spielt, wie schon in dem Vorgängerfilm Das Wirtshaus im Spessart, die Hauptrolle. Der männliche Hauptpart ist mit Heinz Baumann besetzt, tragende Rollen mit Hubert von Meyerinck, Hanne Wieder, Hans Clarin, Georg Thomalla, Curt Bois, Hans Richter und Paul Esser.
Im Verleihmaterial wurde der Film als „Grusical“ bezeichnet. 13 Musiktitel im Film werden von den Schauspielern gesungen, darunter der wohl bekannteste „Für Sie tun wir alles“.

## Handlung
Den Räubern im Spessart ist es schlecht ergangen. Sie wurden im Keller des Wirtshauses im Spessart lebendig eingemauert. Erst in der Bundesrepublik der Wirtschaftswunderzeit wird die Wirtshausruine abgerissen, weil eine Autobahn durch den Spessart gebaut werden soll. Ironischerweise entsteht genau am Platz des Wirtshauses ein neues „Wirtshaus für Reisende“; die Autobahnraststätte „Spessart“. Den Geistern der Räuber gelingt es so, zu entkommen. Zuflucht suchen sie in einem Schloss in der Nähe, in dem die junge Comtesse Charlotte von Sandau lebt. Die Geister können erst erlöst werden, wenn jeder von ihnen eine gute Tat begangen hat.
Die Wirtschaftslage des Schlosses ist desolat, und Comtesse Charlotte steht kurz vor der Pleite. In dieser Situation erscheint Oberregierungsrat von Teckel, ein Nachfahre des Polizeimajors von Teckel, der die Räuber einst gefangen genommen hatte. Er macht der Comtesse den Vorschlag, kraft seines Bonner Amtes einen ausländischen Staatsgast im Schloss unterzubringen, den Prinzen Kalaka aus Celebresien. Gleichzeitig spioniert im Schloss der Sohn eines Bauunternehmers herum, der das Schloss in ein Luxushotel umbauen will.
Als die Geister den Schmuck des Prinzen stehlen, wird Comtesse Charlotte als Diebin verhaftet und die Geister müssen, um sie freizubekommen, die Obrigkeit von ihrer Existenz überzeugen. Das gelingt, und zum Schluss helfen die Geister Charlotte noch aus ihrer finanziellen Klemme, indem sie gegen ein üppiges Honorar als Astronauten für die Amerikaner gegen die Sowjets am Wettlauf zum Mond teilnehmen.

## Produktion

### Produktionsnotizen, Dreharbeiten
Die Handlung knüpft lose an den Film Das Wirtshaus im Spessart an, der 1958, ebenfalls unter Hoffmanns Regie, gedreht wurde. Als Regieassistent arbeitete auch der spätere Fernsehregisseur Rainer Erler am Film mit.
Gedreht wurde vom 23. Juni bis Ende September 1960. Die Innenaufnahmen entstanden im Bavaria-Atelier in München-Geiselgasteig, die Außenaufnahmen in Miltenberg (Marktplatz, alte Steinbrücke über die Mud), Aschaffenburg, Bonn, München und San Remo. Wegen seines malerischen Aussehens diente als Schlosskulisse das Schloss Oelber in Oelber am weißen Wege in Niedersachsen.

### Filmmusik
- Prolog
  - Musik: Friedrich Hollaender / Text: Günter Neumann
  - Gesang: Hubert von Meyerinck, Georg Thomalla, Curt Bois, Paul Esser, Hanne Wieder, Hans Richter und Chor
- Das Spukschloss im Spessart
  - Musik: Friedrich Hollaender; Gesang: Chor
- Der Traum auf dem Baum
  - Musik: Friedrich Hollaender / Text: Günter Neumann
  - Gesang: Georg Thomalla, Curt Bois, Hans Richer und Hanne Wieder
- Für Sie tun wir alles
  - Musik: Friedrich Hollaender / Text: Günter Neumann
  - Gesang: Georg Thomalla, Curt Bois und Liselotte Pulver
- Kleiner Rutsch in die Vergangenheit
  - Musik: Friedrich Hollaender / Text: Günter Neumann
  - Gesang: Heinz Baumann
- Giftmischer-Rumba
  - Musik: Friedrich Hollaender / Text: Günter Neumann
  - Gesang: Hanne Wieder, Paul Esser, Georg Thomalla, Curt Bois und Hans Richter /
Liselotte Pulver, Heinz Baumann und Hubert von Meyerinck
- Suleika
  - Musik: Friedrich Hollaender / Text: Günter Neumann
  - Gesang: Liselotte Pulver
- Kleider machen Leute
  - Musik: Friedrich Hollaender / Text: Günter Neumann
  - Gesang: Georg Thomalla und Curt Bois
- Schiffs-Blues
  - Musik: Friedrich Hollaender / Text: Günter Neuman
  - Gesang: Chor
- Dazu gehören zwei
  - Musik: Friedrich Hollaender / Text: Günter Neumann
  - Gesang: Heinz Baumann und Liselotte Pulver
- Das wollen wir doch mal seh’n
  - Musik: Friedrich Hollaender / Text: Günter Neumann
  - Gesang: Paul Esser, Hans Richter, Georg Thomalla und Curt Bois
- Empfangsgesang
  - Musik: Friedrich Hollaender / Text: Günter Neumann
  - Gesang: Chor
- Ein Staatsvertrag
  - Musik: Friedrich Hollaender / Text: Günter Neumann
  - Gesang: Hubert von Meyerinck
- Fehrbelliner Reitermarsch
  - Musik: Richard Henrion, instrumental

### Hintergrund, Veröffentlichung, Fortsetzung
Während der Vorbereitung zu den Dreharbeiten verstarb der Schauspieler Wolfgang Müller als Flugschüler bei einem Flugzeugabsturz in der Schweiz. Sein Teamspieler Wolfgang Neuss wurde von den Dreharbeiten zu diesem Film entlassen. An die Stelle der „beiden Wolfgangs“ traten Curt Bois und Georg Thomalla. Bei der Besetzung der Hauptrolle griff Hoffmann wieder auf sein bewährtes Team zurück, darunter seine Lieblingsschauspielerin Liselotte Pulver. Günter Neumann, der zusammen mit Heinz Pauck das Drehbuch schrieb, gehörte zu „dem bevorzugten Autor des Komödienspezialisten“.
Das Spukschloß im Spessart wurde am 15. Dezember 1960 im Gloria-Palast in Berlin uraufgeführt. Im Juli 1961 wurde der Film auf dem Filmfestival in Moskau vorgestellt. Am 14. Juli 1961 wurde er in Finnland veröffentlicht, am 19. März 1962 in Dänemark, am 16. April 1962 in Schweden, am 21. Juni 1962 in Ungarn und im Jahr 1964 unter dem Titel The Haunted Castle in den USA. Veröffentlicht wurde der Film zudem in der Tschechischen Republik, in Italien, Polen, Rumänien und Spanien.
Der Film wurde von der Alive AG am 14. Dezember 2018 zusammen mit den Filmen Das Wirtshaus im Spessart und Herrliche Zeiten im Spessart innerhalb der Reihe „Juwelen der Filmgeschichte“ auf Blu-ray herausgegeben. Bereits am 10. Februar 2017 wurde der Film von Alive ebenfalls innerhalb der Reihe „Juwelen der Filmgeschichte“ als Einzelfilm auf DVD herausgegeben.
Eine weitere Fortsetzung drehte Kurt Hoffmann 1967 unter dem Titel Herrliche Zeiten im Spessart. 2010 wurde der Fernsehfilm Im Spessart sind die Geister los gezeigt, der thematisch an Das Spukschloß im Spessart angelehnt ist.

## Rezeption

### Kritik
Bei der Premiere des Films im Berliner Gloria-Palast gab es Jubel und Szenenapplaus des Publikums.
Der Spiegel schrieb 1961, der als ‚Grusical‘ angekündigte Film von Kurt Hoffmann erweise sich „als Operette von altem Schrot“, in dem ein „‚verdammter Strauß‘“ gesucht werde, man Bonn als „‚gottverlassenes Nest‘“ apostrophiere und eine „‚behexte‘ Bundeswehrkapelle“ Rumba spiele. Als „Gipfel der Komik“ gelte es dann, „wenn ein afrikanischer Potentat weibertoll“ sei, „eine sonderbare Sprache“ rede und „enormi appetiti erotiki“ kundtue. Die Melodien von Friedrich Hollaender habe Olaf Bienert „derart arrangiert“, dass sie klingen würden „wie von Olaf Bienert“.
Gottfried Paulsen, der im Dezember 1960 eine Kritik für Die Zeit verfasste, sah das allerdings anders. Er schrieb, Kurt Hoffmann habe „seine leichte Welle auf Grün geschaltet und die Geschwindigkeitsbegrenzung aufgehoben“. Dennoch „überstürz[e] sich nichts“. Zwar komme „das moderne Märchen nach dem Ausflug in die Historie etwas betulich in Gang, spule aber bald hurtig in einer ununterbrochenen Kette reizender Einfälle und echt kintopphafter Situationskomik“. Der Schluss sei leider „eine Verlegenheitslösung“. Gelobt wurden zudem die Dialoge und Liedertexte, die „mitunter Kabarettreife“ erreichen würden. Liselotte Pulver ziehe als junge Schlossherrin Charlotte „wieder alle Register“. Sie werde „bei ihrer urkomödiantischen Begabung stets auf angenehme Weise von ihrem hellen Verstand überwacht“. Was immer sie tue, sie tue es „mit Charme, auch das Singen“. Ernst Waldow spiele den armen Onkel „würdevoll“, Elsa Wagner stelle die Tante „lieb“ dar. Hubert von Meyerinck agiere mit „bewährtem Schneid“; Heinz Baumann habe es „etwas schwer, in dieser Prominentengarde mitzuhalten“. Hans Clarin gebe den nahöstlichen Prinzen Kalaka „mit akrobatischem Talent, aber übertriebener Komik“. Gelobt wurde auch die Geisterschar in Person von Curt Bois, Georg Thomalla, Paul Esser, Hans Richter und der sogar „stimmlich sinnliche[n] Hanne Wieder“. „Erfreulich“ sei es, „daß Curt Bois für den Film gewonnen“ werden konnte.
Als „Originelle Gruselkomödie mit satirischen Untertönen“ bezeichnete das Heyne Filmlexikon den Film in seiner Ausgabe von 1993. Die Zeit lobte: „Ein Grusical: bezaubernde Spukgeschichte und kecke, aber liebenswürdige Zeitkritik mit kabarettistischen Höhepunkten.“
Das Lexikon des internationalen Films führte aus: „Das einfallsreich inszenierte ‚Grusical‘ steht über dem Durchschnitt bundesdeutscher Lustspiele jener Jahre und schwingt sich manchmal sogar zur Satire auf: auch eine kabarettistische ‚Bonn-Parodie‘ ist dabei.“
Cinema zog das Fazit: „Selbstironischer, geistreicher Spaß.“
Auf der Seite Remember it for Later wurde Bezug genommen auf eine in der Zeitschrift Film abgedruckte Bewertung des Films: „Kurt Hoffmanns ‚Grusical‘ ist ein wildes Potpourri aus schlüpfrigen Witzen, Spezialeffekten, Gesangseinlagen, Selbstreferenzen und Seitenhieben gegen Kapitalisten, Altnazis und Beamte. Der Plot um den Kampf der braven Familie gegen die Enteignung – einer der Standards des deutschen Lustspiels – ist nur Vorwand und kann den Eklektizismus des Films kaum bremsen. Wer das Gütesiegel ‚deutscher Unterhaltungsfilm‘ mit stilistischer Behäbigkeit und Spießigkeit verbindet, der wird im SPUKSCHLOSS sein blaues Wunder erleben. Der Ideenreichtum und auch der Mut Hoffmanns sind beachtlich. Subversiv ist sein Film sicherlich nicht, das wäre dann doch etwas zu viel des Guten, aber er nutzt die Freiheit, die er dank des Erfolgs des Vorgängers genoss, um die Grenzen dessen, was in einem Familienfilm möglich ist, ein ganzes Stück zu verschieben.“
Der MDR bezog sich auf den Vorgängerfilm Das Wirtshaus im Spessart, und meinte, der 1960 entstandene Film sei „jedoch keine reine romantische Räuberballade mehr, sondern eine witzig-ironische Farce der bundesdeutschen Politik Ende der 1950er-Jahre, ein amüsantes ‚Grusical‘ voll zündender Gags und raffinierter Tricks“. Ein weiteres Mal „überzeug[e] Liselotte Pulver als liebenswerte Hauptdarstellerin“. Die Musik von Friedrich Holländer wurde als „zündend“ apostrophiert.

### Auszeichnungen
Der Verband der deutschen Filmkritik war bei der Uraufführung des späteren Klassikers so angetan von dem Film, dass es ihn folgendermaßen auszeichnete:
- Filmbewertungsstelle-Prädikat: wertvoll
- 1961 – Preis der deutschen Filmkritik an Kurt Hoffmann (beste Regie), Günther Anders (beste Kamera) Hubert von Meyerinck (bester männlicher Nebendarsteller)
- 1961 – Internationale Filmfestspiele Moskau – silberne Medaille (beste Filmkomödie)
- 1961 – Internationale Filmfestspiele Karlovy Vary – Preise der nationalen Jury an Kurt Hoffmann (Regie), Günter Neumann und Heinz Pauck (Drehbuch)
- 1961 – Bambi für den künstlerisch wertvollsten deutschen Film und den geschäftlich erfolgreichsten deutschen Film 1961